# Camponotus reaumuri
Camponotus reaumuri é uma espécie de inseto do gênero Camponotus, pertencente à família Formicidae.